# ある日、お姫様になってしまった件について
『ある日、お姫様になってしまった件について』（あるひ、おひめさまになってしまったけんについて 朝: 어느 날 공주가 되어버렸다、英: Who Made me a Princess）は、韓国の小説、韓国の漫画。原作：Plutus、漫画：Spoonで、出版社は小説は위치북（Whichbook）、漫画は캐롯툰（Carrotoon）。韓国版を翻訳した漫画が日本ではピッコマや、KADOKAWAの『ComicWalker』にて2019年7月5日から連載、また同社より単行本も刊行されている。
2022年に第5回「アニメ化してほしいマンガランキング」にて2位、翌年の第6回では7位を獲得している。2024年に中国・iQiyiで漫画版がアニメ化予定。

## 登場人物
アタナシア・デイ・エルジェア・オベリア
この物語の主人公。小説「かわいらしいお姫様」の脇役姫として転生した。オベリア帝国の皇帝であるクロードの娘。愛称はアーティ。緩くウェーブのかかった金髪の美少女。皇族直系の青い宝石眼持ち。名前の意味は「不滅」。日々皇帝に殺されないように奮闘している。
クロード ・デイ・エルジェア・オベリア
オベリア帝国の皇帝。皇族直系の青い宝石眼持ち。アタナシアの父だが、彼女を放置している。しかしアタナシアと過ごす日々の中で…
ルーカス
伝説の黒い塔の魔法使い。黒髪赤眼の美少年で、強い魔力を持つ。
イゼキエル・アルフィアス
アルフィアス公爵の息子。アタナシアが転生した小説「かわいらしいお姫様」の男主人公。白髪金眼の美少年で、アタナシアより年上。
ジェニット・マグリタ / ジェニット・デイ・エルジェア・オベリア
アタナシアが転生した小説「かわいらしいお姫様」のヒロイン。先代皇帝の娘、皇族直系の青い宝石眼持ち。ジェニットの母フェネロペが公的にはまだクロードの婚約者だったため、周囲はクロードの子供だと疑わなかった。それを好機と思ったロジャー・アルフィアスが自分の家で面倒を見る事にした。家族への愛が人一倍強い。
フィリックス・ロベイン
アタナシアの護衛騎士。母親が、クロードの乳母である。そのためか、クロードはフィリックスに対して心を許している。
リリアン・ヨルク
アタナシアの世話役。愛称はリリー。
ロジャー・アルフィアス（シロおじさん）
イゼキエルの父であり、ジェニットの叔父。狡猾で、手段を選ばない性格。
ダイアナ
アタナシアの母。シオドナから来た踊り子。アタナシアを妊娠した時、お腹にいるアタナシアの魔力が強大すぎる為、母体が危険になった。クロードから子供を諦めて欲しいと懇願されたがそれを拒否し出産。アタナシア(不滅)と名前を付けてその後亡くなる。
フェネロペ・ユディット
ジェニットの母で、クロードの元婚約者。ジェニットを生んだときに亡くなっている。
アナスタシウス・デイ・エルジェア・オベリア
先代皇帝。名前の意味は「復活」。クロードの異母兄弟であり、ジェニットの実の父親。昔は、面倒見も良く先々皇帝の正室の子供ではないクロードを気にかけていた。だが、弟より劣っている自分に苛立ちアエテルニタスの策略もありいつの間にか弟を疎ましく思うようになる。クロードの母親を殺し婚約者も奪い、憎悪に満ちたクロードに胸を貫かれ殺される。

## 書誌情報

### 日本版
- Plutus（原作）・Spoon（漫画）『ある日、お姫様になってしまった件について』KADOKAWA〈FLOScomic〉、既刊11巻（2025年4月4日現在）
  1. 2019年7月5日発売[1][4]、ISBN 978-4-04-065651-9
  2. 2019年7月5日発売[1][5]、ISBN 978-4-04-065875-9
  3. 2020年4月3日発売[6]、ISBN 978-4-04-064347-2
  4. 2020年9月4日発売[7]、ISBN 978-4-04-064929-0
  5. 2021年9月3日発売[8]、ISBN 978-4-04-680122-7
  6. 2022年3月4日発売[9]、ISBN 978-4-04-681256-8
  7. 2022年7月5日発売[10]、ISBN 978-4-04-681628-3
  8. 2024年1月6日発売[11]、ISBN 978-4-04-682284-0
  9. 2024年5月2日発売[12]、ISBN 978-4-04-683631-1
  10. 2024年12月5日発売[13]、ISBN 978-4-04-684278-7
  11. 2025年4月4日発売[14]、ISBN 978-4-04-684662-4